# (469705) ǂKá̦gára
(469705) ǂKá̦gára, désignation provisoire 2005 EF298, est un objet transneptunien et un système binaire de la ceinture de Kuiper, situé dans la région la plus externe du système solaire. Il a été découvert le 11 mars 2005 par Marc William Buie à l'observatoire de Kitt Peak. Le corps principal mesure peut-être 140 kilomètres de diamètre. Son compagnon ǃHãunu, qui mesure environ 120 kilomètres, a été découvert avec le télescope spatial Hubble en 2009. De 2015 à 2035, le système ǂKá̦gára-ǃHãunu passe par une série d'occultations et éclipses mutuelles, dans lesquels un corps projette son ombre sur l'autre ou l'éclipse.

## Noms et désignations
Les noms proposés, ǂKá̦gára et ǃHãunu, proviennent de la mythologie du peuple ǀxam, en Afrique du Sud. ǂKá̦gára (également rendu ǂKaʻgara) et son beau-frère ǃHãunu ont mené une bataille épique dans l'est, en utilisant le tonnerre et la foudre, produisant des nuages aux allures de montagnes et de la pluie. À la fin du conflit, ǂKá̦gára a rendu sa sœur cadette, la femme de ǃHãunu, à ses parents,. Les noms proposés ont été approuvés par le groupe de travail sur la nomenclature des petits corps de l'Union astronomique internationale et publiés le 16 juin 2021. 
En langue ǀxam, les noms auraient été prononcés [ǂ͡káˤɡáɾa] (écouter) et [ᵑ̊ǃʰəunu] (écouter) respectivement. Les lettres initiales ǂK et ǃH (ainsi que la lettre ǀx dans « ǀxam ») représentent certains des nombreux clics qui caractérisent le ǀxam et d'autres langues san. Le diacritique situé sous ou après le premier 'a' dans ǂKá̦gára / ǂKaʻgara indique qu'il s'agit d'une voyelle pharyngée, qui est également caractéristique des langues san. En général, lorsque l'on parle français ou anglais, les clics dans les mots |xam et d'autres langues san sont tout simplement ignorés (par exemple, xhosa est prononcé /kɔ.sa/, voire erronément /kso.sa/, en français et /'koʊzə/ en anglais, au lieu de [ǁʰosa]), ce qui entraîne en français /kagara/ (en anglais /'kɑːʔɡɑːrə/) et /haunu/ (voire /aunu/ ; /haʊnuː/ en anglais). Les approximations ASCII des noms sont =Ka'gara (ou =Kagara, #Kagara, etc.) et !Haunu (point d'exclamation « ! » au lieu de la lettre « ǃ »).

## Orbite et occultations
ǂKá̦gára est un objet classique de la ceinture de Kuiper froide. Il tourne autour du Soleil à une distance de 44 unités astronomiques une fois tous les 290 ans. Son orbite a une excentricité de 0,09 et une inclinaison de 3 degrés par rapport à l'écliptique. 
Si les deux corps sont des boules de densité égale, les occultations mutuelles entre ǂKá̦gára et son satellite ǃHãunu devraient avoir commencé en 2015 et se poursuivre jusqu'en 2035. Lorsque ǂKá̦gára passe devant Hãunu, les événements peuvent durer jusqu'à huit heures, mais lorsque ǃHãunu passe devant ǂKá̦gára, on s'attend à ce qu'ils durent jusqu'à deux jours. Ces derniers événements ne devraient se produire qu'entre 2022 et 2027. 

## Formation
Les orbites progrades dominent les systèmes binaires serrés comme celui de (469705) Ká̦gára, ceux dont le demi-grand axe du satellite est inférieur à environ 5 % du rayon de Hill du corps primaire. Will Grundy et al. suggèrent qu'il pourrait s'agir de « la signature de la formation des planétésimaux par l'effondrement gravitationnel de surdensités locales telles que celles provoquées par l'instabilité de flux », qui a été suggéré comme mécanisme de formation du seul planétésimal visité, (486958) Arrokoth.

## Satellite, taille et masse
(469705) ǂKá̦gára possède un satellite connu, désigné (469705) ǂKá̦gára I et nommé ǃHãunu. La différence de magnitude entre ǂKá̦gára et ǃHãunu est de 0,59 mag. Cela correspond à une différence de diamètre de 13 % si les deux corps ont le même albédo. 
La masse du système est (2,18 ± 0,12) × 1018 kg et, étant donné l’albédo, les corps sont équivalents à une seule boule de 174+27
 −32 km de diamètre. Cela correspond à une densité de 1,1+0,9
 −0,4 g/cm3. Cela ne contraint pas particulièrement la composition des corps, car les barres d'erreur couvrent aussi bien les densités des petits corps poreux que des corps plus grands effondrés (voir (229762) Gǃkúnǁʼhòmdímà pour discussion). En supposant que les deux corps ont le même albédo et la même densité, leurs masses sont respectivement (1,29 ± 0,07) × 1018 kg et (0,89 ± 0,05) × 1018 kg et leurs diamètres 138+21
 −25 km et 122+16
 −19 km.
Les deux corps orbitent à 7 670 ± 140 km l'un de l'autre.